# Micrairoideae
Micrairoideae là một phân họ của họ cỏ họ Poaceae, phân bố ở các khu vực nhiệt đới và cận nhiệt đới. Trong nhóm PACMAD, nó là chị em với phân họ Arundinoideae.
Nó bao gồm khoảng 190 loài trong chín chi. Một phân loại hệ thống phát sinh của các loài cỏ nhận biết bốn dòng chính, được phân loại là bộ. Chỉ có các loài trong bộ Eriachneae (chi Eriachne và Pheidochloa) đã tiến hóa con đường quang hợp C4.

## Phát sinh chủng loài
Mối quan hệ của các bộ trong Micrairoideae theo một phân loại hệ thống phát sinh năm 2017, cũng cho thấy Arundinoideae là nhóm chị em:

|  | Micraireae                                               |
|  |                                                          |
|  | \| \| Eriachneae \| \| \| \| \| \| Isachneae \| \| \| \| |
|  |                                                          |
|  | Eriachneae                                               |
|  |                                                          |
|  | Isachneae                                                |
|  |                                                          |

|  | Eriachneae |
|  |            |
|  | Isachneae  |
|  |            |